# 上尾ショーサンプラザ
上尾ショーサンプラザ（あげおショーサンプラザ、shosan plaza）は、埼玉県上尾市谷津にある、地下1階地上6階建てのショッピングセンターである。

## 概要
1988年にブドウ糖の生産を行っていた昭和産業上尾工場の跡地に建設され、同社の子会社「昭産開発株式会社」が運営している。
上尾駅の西口駅前にあり、ペデストリアンデッキで結ばれている。JR駅側入口前には巨大モニターが設置されている。
外壁はオープン当時は白色であったが、その後ピンク色に改装（画像参照）したのち、現在は緑色に塗装されている。エレベーターは中央エレベーターと立体駐車場前のエレベーター、1Fから6Fへの直通エレベーターの計5台設置されている。エスカレーターはセンターコート前とイトーヨーカドー前の2台ある。

## フロア構成
- B1F：イトーヨーカドー食品売場と専門店

- 1F：イトーヨーカドー婦人服売場と専門店（サンマルクカフェがテナントとしてある。）
- 2F：イトーヨーカドー子供衣服・肌着売場と専門店（JR上尾駅との直通デッキがある入口がある。）
- 3F：イトーヨーカドー紳士服売場と専門店（3Fフロアはショーサンプラザの面積が大きい。）
- 4F：イトーヨーカドー家庭用品・寝具売場と専門店
- 5F：ヨークカルチャーセンターやレストラン等の専門店
- 6F：テニスコートや病院、学習塾等

## 沿革
- 1988年（昭和63年）3月3日 - オープン[1]。
- 1995年（平成7年）3月 - 西口デッキ直結リニューアルオープン。
- 2014年（平成26年）11月7日 - グランドリニューアルオープン[1]。

## 主なテナント
詳細情報は「公式サイト」を参照。

### キーテナント
- イトーヨーカドー上尾駅前店

### 専門店
- ショーサンプラザ専門店